# Damrémont
Damrémont település Franciaországban, Haute-Marne megyében. Lakosainak száma 198 fő (2022. január 1.). Damrémont Laneuvelle, Le Châtelet-sur-Meuse és Vicq községekkel határos.

## Népesség
A település népességének változása:
| Lakosok száma | 319  | 215  | 200  | 208  | 226  | 218  | 197  | 197  | 197  | 198  |
|               | 1968 | 1982 | 1990 | 2006 | 2013 | 2015 | 2017 | 2019 | 2020 | 2022 |